# Rothenburger Straße 5 (Dobis)

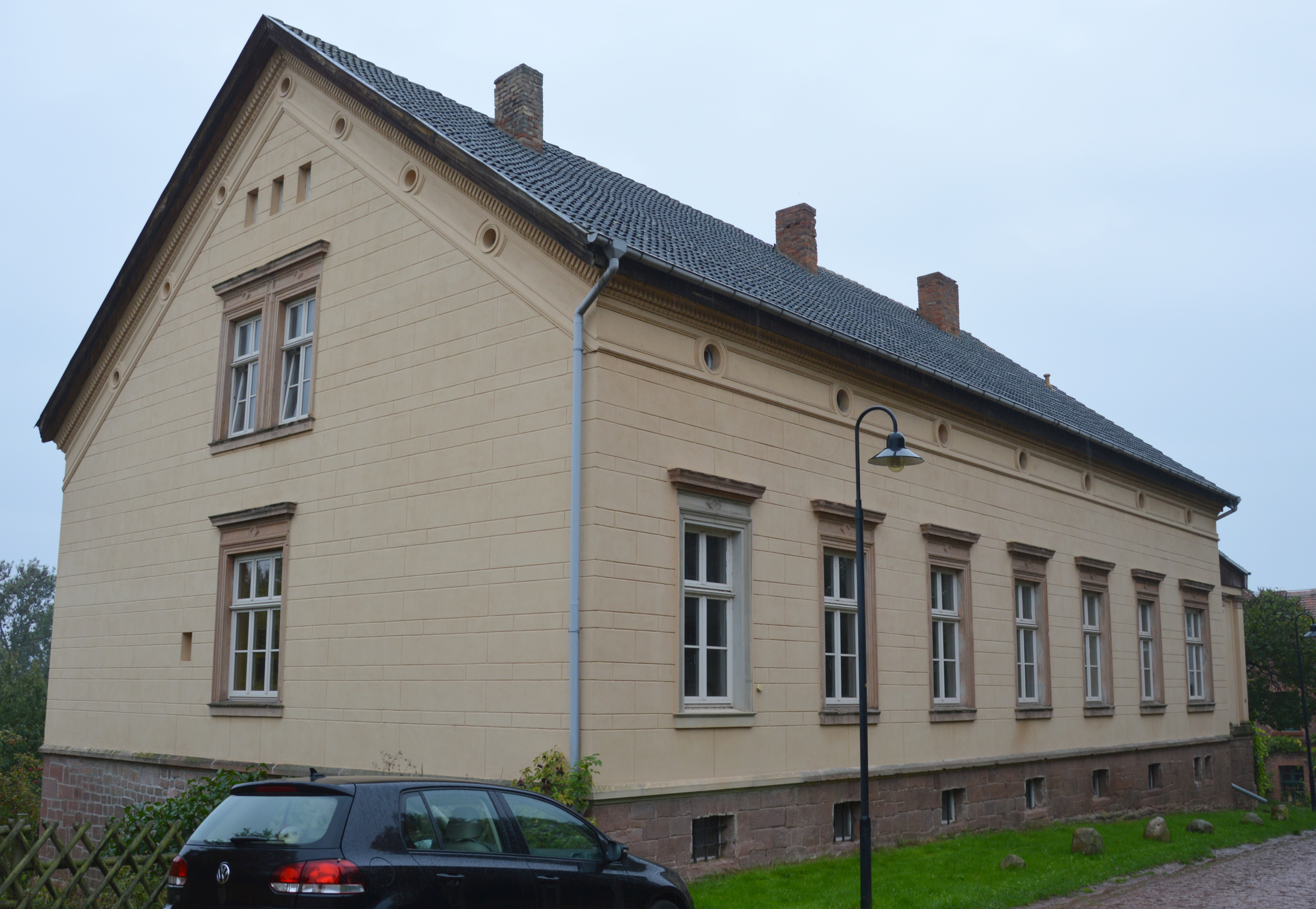
Haus Rothenburger Straße 5

Das Haus Rothenburger Straße 5 ist ein denkmalgeschütztes Gebäude im zur Stadt Wettin-Löbejün gehörenden Dorf Dobis in Sachsen-Anhalt. Es befindet sich im Ortszentrum von Dobis. Im Denkmalverzeichnis der Gemeinde Wettin-Löbejün ist das Gebäude unter der Erfassungsnummer 094 55077 als Wohnhaus eingetragen.

## Architektur und Geschichte
Das im Stil des Klassizismus errichtete Wohnhaus entstand in der ersten Hälfte des 19. Jahrhunderts. Es ist reich verziert und verfügt an einer Seite über einen Säulenvorbau mit ionischen Kapitellen. Etwa Anfang des 21. Jahrhunderts erfolgte eine Sanierung des Gebäudes.